# Copa da Liga Espanhola
A Copa da Liga Espanhola foi disputada entre os anos de 1982 e 1986. Fora idealizada pelo então presidente do Barcelona Josep Luís Núñez, com o objetivo de arrecadar mais dinheiro de bilheteria e cotas de televisionamento. A competição classificava para a Copa da UEFA e era disputada pelos 8 primeiros colocados da Liga Espanhola. Deixou de ser realizada em 1986, devido à falta de datas disponíveis.

## Campeões
| Temporada | Campeão          | Vice-Campeão     |
| --------- | ---------------- | ---------------- |
| 1982-83   | FC Barcelona     | Real Madrid C.F. |
| 1983-84   | Real Valladolid  | Atlético Madrid  |
| 1984-85   | Real Madrid C.F. | Atlético Madrid  |
| 1985-86   | FC Barcelona     | Real Betis       |